# Chériane
Anne Chérie Charles, plus connue sous son nom d'artiste Chériane, née le 16 juin 1898 dans le 17e arrondissement de Paris et morte à Saint-Tropez le 31 mars 1990, est une peintre et dessinatrice française.

## Biographie
Fille du journaliste et critique Jean Ernest-Charles et de l'aviatrice et journaliste Louise Faure-Favier, elle fait ses études à l’École de la Ville de Paris et à l'Académie Julian et commence à exposer au Salon des indépendants en 1921.
Elle expose en 1928 au Salon d'Automne (dont elle est Sociétaire), les toiles Le Modèle et Nature morte à l'huile.
Elle a participé aux expositions de groupe organisées par la Société des Femmes Artistes Modernes (FAM), créée en 1931 par Marie-Anne Camax-Zoegger. Elle est présente sur la liste des artistes présentant une œuvre à la Galerie Bernheim-Jeune en 1935.
Mariée une première fois, puis divorcée, elle épousera en janvier 1946, l'écrivain et poète Léon-Paul Fargue, rencontré en 1939.